# Хюккесваген
Хюккесваген (нем. Hückeswagen) — город в Германии, в земле Северный Рейн-Вестфалия.
Подчинён административному округу Кёльн. Входит в состав района Обербергиш.  Население составляет 15 643 человека (на 31 декабря 2010 года). Занимает площадь 50,46 км². Официальный код  —  05 3 74 016.

## География

### Поселения
На территории города, кроме его центральной административной части, насчитывается 133 поселения сельского и хуторского типов:
Альтенхольте, Альтенхоф, Ауэ, Бербек, Бергерхоф, Бёккель, Бохен, Бокхаккен, Брассхаген, Бузенбах, Бузенберг, Буххольц, Буше, Варт, Вегенхоф, Вестенбрюкке, Вестхофен, Вестхофенхёе, Вефельзен, Виккесберг, Винтерхаген, Вихаген, Вюсте, Гольденбергсхаммер, Гроссайхен, Гроссбергхаузен, Гроссеншайдт, Гросскатерн, Грюненталь, Грюнештрассе, Дёрпе, Дёрперштег, Дёрпфельд, Дёрпфельдерхёе, Дирль, Драйбёймен, Дюрхаген, Зиперсбевер, Золь, Кайзерсбуш, Каммерфорстерхёе, Карквелле, Карренштайн, Кефернберг, Киршзипен, Кляйнайхен, Кляйнбергхаузен, Кляйненшайдт, Кляйнкатерн, Кляйнхёфельд, Кнефельсберг, Кобесхофен, Корманнсхаузен, Коттхаузен, Курцфельд, Лаке, Линде, Майсдёрпе, Марке, Миккенхаген, Митберг, Миттельбек, Миттельхомбрехен, Мюленберг, Нидербек, Нидербургхоф, Нидердальхаузен, Нидердорп, Нидерлангенберг, Нидерхагельзипен, Нидерхомбрехен, Нойенхервег, Нойенхольте, Нойкретце, Нойхюккесваген, Обербек, Обербургхоф, Обердорп, Оберлангенберг, Оберхомбрехен, Оденхоллермюле, Оденхоль, Пиксберг, Пиксбергермюле, Пиксваг, Плёйзе, Постхёйсхен, Пурд, Райнсхагенбевер, Раутценберг, Рёттген, Рункельзидлунг, Уленманнсзипен, Фогельсхоль, Фоккенхаузен, Формвальд, Фоссхаген, Фронхаузен, Функенхаузен, Фур, Фюрвег, Хагельзипен, Хайде, Хайдт, Хайнхаузен, Хамбюхен, Хаммерштайн, Хангберг, Харткопсбевер, Хервег, Хёе, Хёзипен, Хуммельтенберг, Хюльзенбуш, Ципсхаузен, Шайдевег, Шмитцберг, Шнеппенталь, Шойер, Штайнберг, Штайнберг (Бевертальшперре), Штальшмидтсбрюкке, Штеффенсхаген, Штоте, Штрассбург, Штрассвег, Штруксфельд, Шюкхаузен, Эккенхаузен, Эльберхаузен, Энгельсхаген, Эрленштерц, Юнкернбуш.

## История
Хюккесваген был родовым поместьем графов Хюккесваген и впервые упоминается в 1085 году как франконский Зальхоф или Саттельхоф. Именование произошло в форме подтверждения «дарения наследства эссенской аббатисы Сванхильды, среди прочих, императором Генрихом IV».
Первым графом, которого можно идентифицировать по документам 1138 года, был Фридрих фон Хюккесваген. До середине XIII века местные дворяне могли противостоять усилиям графов Бергских по расширению своей территории. Однако между 1220 и 1240 годами графы Хюккесваген переехали в предгорья Моравских Бескид и построили, среди прочего, замки Хохвальд, Шауэнштайн и Альт-Титшайн. 6 июля 1260 года их собственность в Хюкксвагене была передана графам Бергским.
Между 1490 и 1508 годами была построена церковь Св. Николая. Позже, после пожара, на том же месте была воздвигнута церковь Св. Павла.
Во время правления герцогства Берг приход Хюккесваген был административным центром Хюккесваген. В 1555 году произошло слияние администраций Хюккесвагена и Борнефельда (второй ныне в черте Ремшайда).

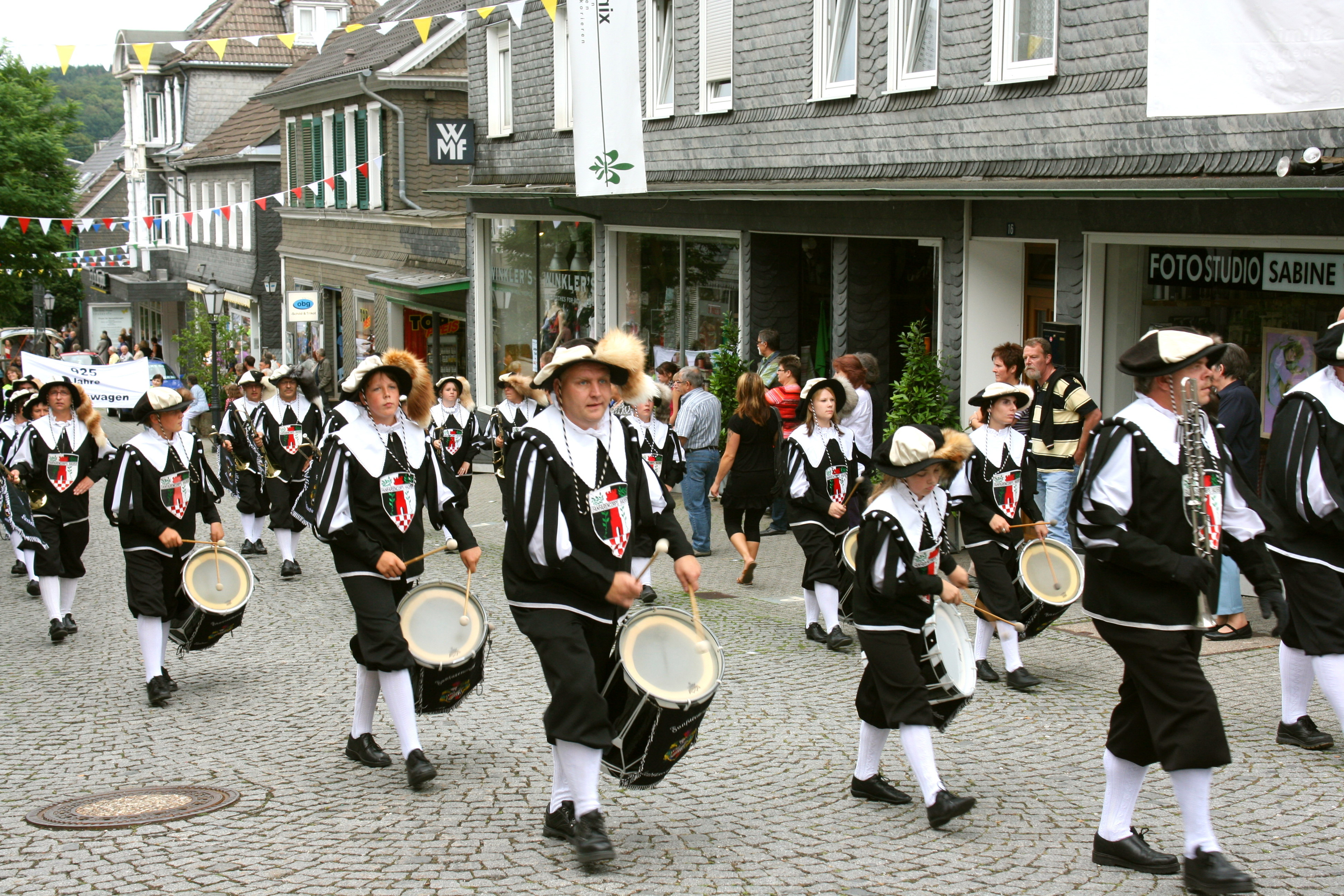
Празднование 925-летия города в 2010 году

В соответствии с Рейнским городским кодексом, 4 апреля 1859 года Хюккесваген получил права города. С 1861 по 1920 год Хюккесваген состоял из городской коммуны и сельской коммуны Нойхюккесваген. 1 марта 1920 года юридически независимые коммуны были объединены. 18 октября 1875 года город был подключён к сети железных дорог. Во время индустриализации в Хюккесвагене развивалась текстильная промышленность.
1 февраля 1900 года произошло слияние реформатской и лютеранской конгрегаций в одну евангелическую конгрегацию. По этой причине протестантский приход имеет две городские церкви.
6 февраля 1923 года в результате Рурского конфликта станцию Хюккесваген занял авангард из 100 французских солдат. Это было связано с тем, что Германская императорская железная дорога перенаправила поезда с запада на восток с так называемым «репарационным углем» (уголь, которым Германия должна была платить державам-победительницам Первой мировой войны). Границы между оккупированной и неоккупированной зонами частично проходили через сегодняшнюю городскую территорию. С небольшими перерывами Хюккесваген оставался в руках французов до 24 октября 1924 г., после чего их войска отошли.

## Личности

### Родившиеся в городе
- Теодор Лёбекке (1821–1901) — фармацевт, основатель коллекции Музея Лёбекке — Аквапарка в Дюссельдорфе
- Петер Шефер (* 1943) — исследователь иудаизма
- Хайде Розендаль (* 1947) — олимпийский чемпион по прыжкам в длину
- Йорг Гвидо Хюльсман (* 1966) — экономист

### Жившие в городе
- Иоганн Генрих Юнг-Штиллинг (1740–1817) — врач и писатель-мистик
- Винценц Якоб фон Цуккалмальо (1806–1876) — писатель и поэт